# Johnny Galecki

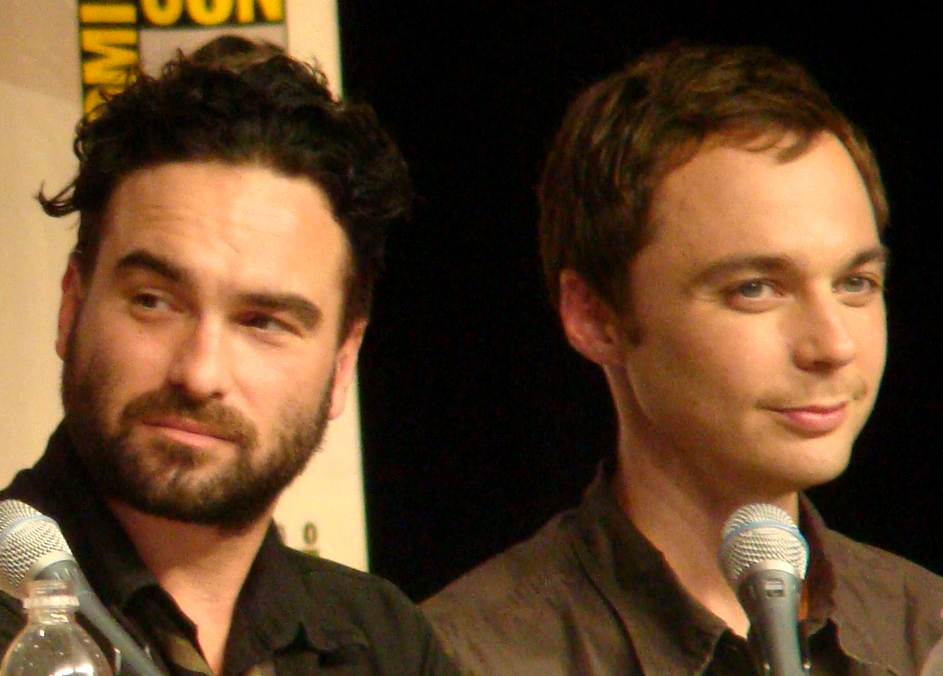
Johnny Galecki és Jim Parsons, 2009

John Mark „Johnny” Galecki (Bree, Belgium, 1975. április 30.– ) amerikai színész. 
Legismertebb szerepei David Healy az ABC Roseanne című szituációs komédiájában, illetve Leonard Hofstadter a CBS Agymenők című sorozatában.

## Fiatalkora és családja
Belgiumban, lengyel, ír és olasz felmenőkkel rendelkező amerikai családban született. Anyja jelzálog-tanácsadóként dolgozott, apja pedig az Amerikai Légierő Belgiumban állomásozó katonája volt, illetve rehabilitációs oktatóként is tevékenykedett. Két fiatalabb testvére van: Nick és Allison. Gyermekkorát az illinois-i Oak Parkban töltötte.

## Pályafutása
Első szerepe 1987-ben a CBS Murder Ordained című sorozatában volt, melyben JoBeth Williams és John Goodman oldalán játszott. 1989-ben megkapta Rusty Griswold szerepét a Karácsonyi vakációban. Ezt követte egyik legismertebb alakítása a Roseanne című sorozatban, amelyben David Healy-t (első alkalommal Kevin Healy) alakította 1997-ig. 1993-ban az igaz történeten alapuló Lehull a lepel című tévéfilmben Neil Patrick Harris oldalán tűnt fel. 1995-ben a Dave Matthews Band "Satellite" című dalának videóklipjében is felbukkant. 1997-ben a Tudom, mit tettél tavaly nyáron, 1998-ban a Nem ér a nemem! című filmekben volt látható. Utóbbi rendezője, Don Roos 2000-ben beválogatta a Szívörvény szereplői közé.
1997-ben a Tökéletlenekben és a Bean – Az igazi katasztrófafilmben volt látható, 2001-ben pedig a Vanília égboltban tűnt fel. 2003-ban a Bukmékerek című filmvígjáték-thrillerben szerepelt a filmbéli négy egyetemista egyikeként. 2005-ben a A nevem Earl című sorozat Sört loptam egy golfozótól című részében alakította a golfozót.
A TBS Pasifaló című szituációs komédiájában Trouty szerepét alakította. 2006 és 2007 között a Broadwayn szerepelt a The Little Dog Laughed című darabban, melyben egy Alex nevű prostituáltat alakított. Douglas Carter Beane darabját 2006-ban a Second Stage Theatre-ban kezdték először játszani, majd a kedvező fogadtatás után a Cort Theatre tűzte műsorára. A darab utolsó előadása 2007. február 18-án volt, alakításáért Galecki a Theater World Award kitüntetését is megkapta.

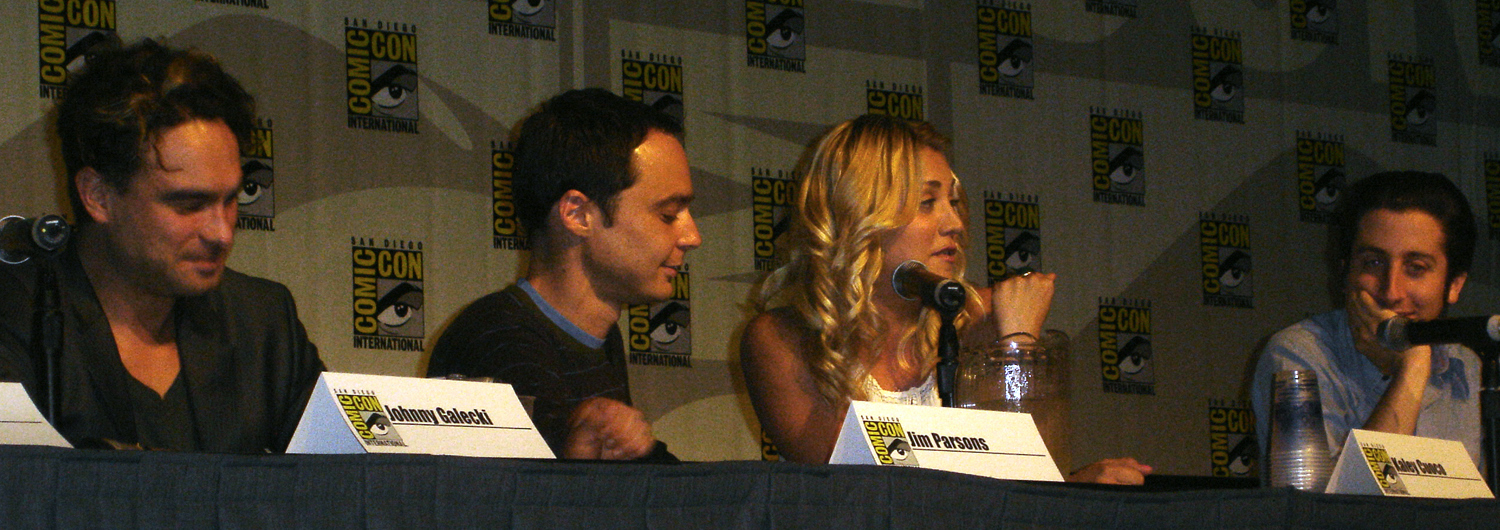
Galecki, Parsons, Cuoco és Helberg a 2008-as Comic Con-on

2019-ig egy fiatal fizikus,  Leonard Hofstadter szerepét játszotta a 2007 szeptemberében indult Agymenők című szituációs komédiában. Eredetileg Sheldon Cooper szerepére kérték fel, de elmondása szerint jobban illett hozzá Leonard karaktere. Két egykori Roseanne-beli kollégája is felbukkan a műsorban: Sara Gilbert a Galecki alakította David Healy barátnőjét, későbbi feleségét Darlene Connert alakította, az Agymenőkben pedig Leonard egyik egyetemi munkatársa, Leslie Winkle szerepében jelenik meg. Laurie Metcalf a Roseanne címszereplőjének húgát alakította, míg az Agymenőkben Sheldon Cooper anyját, Mary Coopert személyesíti meg. Mivel Galecki csellón is játszik, a sorozat egyes jeleneteiben is zenél. 2013. augusztusi adatok alapján Galecki és szereplőtársai, Kaley Cuoco és Jim Parsons 325 000 dollárt kerestek epizódonként.
Galecki rövid ideig látható a 2008-as Hancock című szuperhős-vígjátékban, melyben Will Smith és Jason Bateman mellett szerepelt. 2011 júliusában a Törtetők három részében önmaga paródiáját alakította. Ugyanabban az évben Justin Timberlake és Amanda Seyfried mellett volt látható a Lopott idő című sci-fi-ben.

## Magánélete
150 hektáros földterülettel rendelkezik a kaliforniai Santa Margaritában. Birtokán szőlőültetvények és egy gerendaház is található. Vegetáriánus életmódot folytat.
Az Agymenők forgatása alatt két évig színésztársával, Kaley Cuocóval volt kapcsolatban. Szakításuk után jó barátok maradtak.

## Filmográfia

### Film
| Év   | Magyar cím                      | Eredeti cím                           | Szerep                   | Megjegyzés                |
| ---- | ------------------------------- | ------------------------------------- | ------------------------ | ------------------------- |
| 1987 |                                 | Murder Ordained                       | Doug Rule                |                           |
| 1988 | Az ifjú Don Juan                | A Night in the Life of Jimmy Reardon  | Toby Reardon             |                           |
| 1989 | Táncos                          | Prancer                               | Billy Quinn              |                           |
| 1989 | Karácsonyi vakáció              | National Lampoon's Christmas Vacation | Russell "Rusty" Griswold |                           |
| 1990 |                                 | Blind Faith                           | John Marshall            |                           |
| 1990 |                                 | In Defense of a Married Man           | Eric                     |                           |
| 1991 | Férfiak városa                  | Backfield in Motion                   | Tim Seavers              |                           |
| 1993 | Lehull a lepel                  | A Family Torn Apart                   | Daniel Hannigan          |                           |
| 1994 |                                 | Without Consent                       | Marty                    |                           |
| 1996 | Gyilkos az ajtóm előtt          | Murder at My Door                     | Teddy McNair             |                           |
| 1997 | Bean – Az igazi katasztrófafilm | Bean                                  | Stingo Wheelie           |                           |
| 1997 | Tökéletlenek                    | Suicide Kings                         | Ira Reder                |                           |
| 1997 | Tudom, mit tettél tavaly nyáron | I Know What You Did Last Summer       | Max Neurick              |                           |
| 1998 | Nem ér a nemem!                 | The Opposite of Sex                   | Jason Bock               |                           |
| 2000 | Mona Lisa mosolya               | Playing Mona Lisa                     | Arthur                   |                           |
| 2000 | Szívörvény                      | Bounce                                | Seth                     |                           |
| 2001 | A két part között               | Morgan's Ferry                        | Darcy                    |                           |
| 2001 | Vanília égbolt                  | Vanilla Sky                           | Peter Brown              |                           |
| 2003 | Bukmékerek                      | Bookies                               | Jude                     |                           |
| 2004 |                                 | Chrystal                              | Barry                    |                           |
| 2004 |                                 | White Like Me                         | Marcus                   | Rövidfilm                 |
| 2005 | Hepiendek                       | Happy Endings                         | Miles                    | Nem szerepel a stáblistán |
| 2007 |                                 | Who You Know                          | David                    | Rövidfilm                 |
| 2008 | Hancock                         | Hancock                               | Jeremy                   |                           |
| 2009 | Rémes hármas                    | Table for Three                       | Ted                      |                           |
| 2011 | Lopott idő                      | In Time                               | Borel                    |                           |
| 2013 | CBGB                            | CBGB                                  | Terry Ork                |                           |
| 2016 | Tisztítókúra                    | The Cleanse                           | Paul                     |                           |
| 2017 | Körök                           | Rings                                 | Gabriel                  |                           |
| 2019 | Egy kutya négy útja             | A Dog's Journey                       | Henry                    | Csak fényképen látszik    |

### Televízió
| Év        | Magyar cím     | Eredeti cím         | Szerep              | Megjegyzés |
| --------- | -------------- | ------------------- | ------------------- | --- |
| 1990      |                | Hardball            | Férfi kísérő        | Epizód: „The Hunt for Honus Wagner” |
| 1991      | Blossom        | Blossom             | Jason               | Epizód: „Sex, Lies and Teenagers” |
| 1990-1991 |                | American Dreamer    | Danny Nash          | 17 epizód |
| 1992      |                | Billy               | David MacGregor     | 13 epizód |
| 1993      |                | Civil Wars          | Diák                | Epizód: „Split Ends” |
| 1992-1997 | Roseanne       | Roseanne            | Kevin / David Healy | 92 epizód Szerepéért négyszer jelölték a Young Artist Award-ra, melyből egyet megnyert. |
| 2000      |                | Batman Beyond       | Knux                | Szinkron Epizód: „April Moon” |
| 2000      | Norm Show      | The Norm Show       | Dale Stockhouse     | Epizódok: „Norm vs. Youth: Part 1” és „Norm vs. Youth: Part 2” |
| 2004      |                | LAX                 | Leland Pressman     | Epizód: „Finnegan Again, Begin Again” |
| 2005      | A nevem Earl   | My Name is Earl     | Scott               | Epizód: „Sört loptam egy golfozótól” |
| 2005      |                | Hope & Faith        | Jay                 | 3 epizód |
| 2006      | Amerikai fater | American Dad!       | Arnie               | Szinkron Epizód: Irregarding Steve |
| 2006-2007 | A pasifaló     | My Boys             | Trouty              | 3 epizód |
| 2007-2019 | Agymenők       | The Big Bang Theory | Leonard Hofstadter  | Díjak: Satellite Award - Legjobb színész - zenés, vígjáték sorozat (2012) Jelölés – Primetime Emmy Award - Kiemelkedő főszereplő egy vígjátéksorozatban (2011) Jelölés – Golden Globe-díj - Legjobb férfi főszereplő (komédia vagy musical tévésorozat) (2011) Jelölés – Screen Actors Guild Award - Kiemelkedő társulati teljesítmény egy vígjátéksorozatban (2012–2013) |
| 2009      | Family Guy     | Family Guy          | Leonard Hofstadter  | Szinkron Epizód: Üzleti csóka |
| 2011      | Törtetők       | Entourage           | Önmaga paródiája    | 3 epizód |
| 2018      |                | The Conners         | David Healy         | |

## Videóklip
| Év   | Előadó             | Dal         | Szerep |
| ---- | ------------------ | ----------- | ------ |
| 1995 | Dave Matthews Band | "Satellite" |        |